# Distrito electoral federal 10 del estado de México
El X Distrito Electoral Federal del Estado de México es uno de los 300 Distritos Electorales en los que se encuentra dividido el territorio de México para la elección de diputados federales y uno de los 40 en los que se divide el Estado de México. Su cabecera es Ecatepec de Morelos.
El Distrito X se localiza en la zona nororiente del Valle de México, su territorio está integrado por la región nororiental del Ecatepec, desde 2022 todas las localidades al oriente del Circuito Exterior Mexiquense, incluido El Caracol, forman parte del territorio del distrito. Está conformado por 156 secciones electorales. 

## Distritaciones anteriores

### Distritación 1996 - 2005
Entre 1996 a 2005 el Distrito X se encontraba al norte del municipio de Ecatepec, pero su extensión era mayor hacia el sur, abarcando sectores como el centro de Ecatepec y la zona del antiguo Lago de Texcoco conocida como El Caracol.

### Distritación 2005 - 2017
Entre 2005 y 2017 el territorio del distrito electoral permaneció casi igual que en la distritación anterior, pero su extensión se redujo limitándose a localidades como San Cristóbal, Granjas Ecatepec, Los Héroes Ecatepec, Santa María Chiconautla, Ciudad Cuauhtémoc y Jardines de Morelos. Estaba conformado por 131 secciones electorales.

### Distritación 2017 - 2022
Tras la distritación electoral nacional 2014-2017 llevada a cabo por el Instituto Nacional Electoral, el territorio del Distrito X pasó a conformarse por las localidades del municipio de Ecatepec al oriente del Circuito Exterior Mexiquense, con excepción de Los Héroes Ecatepec, colonias que pertenecían al Distrito XI.

## Diputados por el distrito
| Legislatura                                                | Periodo                                           | Diputado                        | Grupo parlamentario                  |
| ---------------------------------------------------------- | ------------------------------------------------- | ------------------------------- | ------------------------------------ |
| I                                                          | 7 de diciembre de 1857-17 de mayo de 1861         |                                 |                                      |
| II                                                         | mayo de 1861-mayo de 1863                         |                                 |                                      |
| III                                                        | 20 de octubre de 1863-1865                        |                                 |                                      |
| IV                                                         | 5 de noviembre de 1867-14 de septiembre de 1868   |                                 |                                      |
| V                                                          | 15 de septiembre de 1869-15 de septiembre de 1871 |                                 |                                      |
| VI                                                         | 15 de septiembre de 1871-15 de septiembre de 1873 |                                 |                                      |
| VII                                                        | 15 de septiembre de 1873-15 de septiembre de 1875 |                                 |                                      |
| VIII                                                       | 15 de septiembre de 1875-22 de mayo de 1878       |                                 |                                      |
| IX                                                         | 2 de septiembre de 1878-15 de septiembre de 1880  |                                 |                                      |
| X                                                          | 16 de septiembre de 1880-15 de septiembre de 1882 |                                 |                                      |
| XI                                                         | 16 de septiembre de 1882-15 de septiembre de 1884 |                                 |                                      |
| XII                                                        | 16 de septiembre de 1884-15 de septiembre de 1886 |                                 |                                      |
| XIII                                                       | 16 de septiembre de 1886-15 de septiembre de 1888 |                                 |                                      |
| XIV                                                        | 16 de septiembre de 1888-15 de septiembre de 1890 |                                 |                                      |
| XV                                                         | 16 de septiembre de 1890-15 de septiembre de 1892 |                                 |                                      |
| XVI                                                        | 16 de septiembre de 1892-15 de septiembre de 1894 |                                 |                                      |
| XVII                                                       | 16 de septiembre de 1894-15 de septiembre de 1896 |                                 |                                      |
| XVIII                                                      | 16 de septiembre de 1896-15 de septiembre de 1898 |                                 |                                      |
| XIX                                                        | 16 de septiembre de 1898-15 de septiembre de 1900 |                                 |                                      |
| XX                                                         | 16 de septiembre de 1900-15 de septiembre de 1902 |                                 |                                      |
| XXI                                                        | 16 de septiembre de 1902-15 de septiembre de 1904 |                                 |                                      |
| XXII                                                       | 16 de septiembre de 1904-15 de septiembre de 1906 |                                 |                                      |
| XXIII                                                      | 16 de septiembre de 1906-15 de septiembre de 1908 |                                 |                                      |
| XXIV                                                       | 16 de septiembre de 1908-15 de septiembre de 1910 |                                 |                                      |
| XXV                                                        | 16 de septiembre de 1910-15 de septiembre de 1912 |                                 |                                      |
| XXVI                                                       | 16 de septiembre de 1912-10 de octubre de 1913    | Vicente Pérez                   |                                      |
| XXVI (bis)                                                 | 16 de noviembre de 1913-5 de agosto de 1914       |                                 |                                      |
| Constituyente                                              | 1 de diciembre de 1916-5 de febrero de 1917       | Macario Pérez Romero            |                                      |
| XXVII                                                      | 15 de abril de 1917-31 de agosto de 1918          | José Federico Rocha             |                                      |
| XXVIII                                                     | 1 de septiembre de 1918-31 de agosto de 1920      |                                 |                                      |
| XXIX                                                       | 1 de septiembre de 1920-31 de agosto de 1922      |                                 |                                      |
| XXX                                                        | 1 de septiembre de 1922-31 de agosto de 1924      | Filiberto Gómez                 |                                      |
| El distrito 10 es suprimido en _. Es restablecido en 1972. |                                                   |                                 |                                      |
| XLIX                                                       | 1 de septiembre de 1973-31 de agosto de 1976      | Sixto Noguez Estrada            | Partido Revolucionario Institucional |
| L                                                          | 1 de septiembre de 1976-31 de agosto de 1979      | José Luis García García         | Partido Revolucionario Institucional |
| LI                                                         | 1 de septiembre de 1979-31 de agosto de 1982      | Antonio Mercado Guzmán          | Partido Revolucionario Institucional |
| LII                                                        | 1 de septiembre de 1982-31 de agosto de 1985      | Josefina Luévano Romo           | Partido Revolucionario Institucional |
| LIII                                                       | 1 de septiembre de 1985-31 de agosto de 1988      | Eugenio Rosales y Gutiérrez     | Partido Revolucionario Institucional |
| LIV                                                        | 1 de septiembre de 1988-31 de octubre de 1991     | José Luis Salcedo Solís         | Partido Revolucionario Institucional |
| LV                                                         | 1 de noviembre de 1991-31 de octubre de 1994      | Cupertino Juárez Gutiérrez      | Partido Revolucionario Institucional |
| LVI                                                        | 1 de noviembre de 1994-31 de agosto de 1997       | María Elisa Garzón Franco       | Partido Revolucionario Institucional |
| LVII                                                       | 1 de septiembre de 1997-29 de abril de 2000       | Rufino Contreras Velázquez      | Partido de la Revolución Democrática |
| LVII                                                       | 29 de abril de 2000-18 de mayo de 2000            | Vacante                         | Partido de la Revolución Democrática |
| LVII                                                       | 18 de mayo de 2000-31 de agosto de 2000           | Rufino Contreras Velázquez      | Partido de la Revolución Democrática |
| LVIII                                                      | 1 de septiembre de 2000-6 de enero de 2003        | Héctor Taboada Contreras        | Partido Acción Nacional              |
| LVIII                                                      | 6 de enero de 2003-15 de marzo de 2003            | Vacante                         | Partido Acción Nacional              |
| LVIII                                                      | 15 de marzo de 2003-31 de agosto de 2003          | Héctor Taboada Contreras        | Partido Acción Nacional              |
| LIX                                                        | 1 de septiembre de 2003-31 de agosto de 2006      | Marco Antonio Gutiérrez Romero  | Partido Revolucionario Institucional |
| LX                                                         | 1 de septiembre de 2006-29 de abril de 2009       | Octavio Martínez Vargas         | Partido de la Revolución Democrática |
| LX                                                         | 29 de abril de 2009-6 de julio de 2009            | Antonio Flores Martínez         | Partido de la Revolución Democrática |
| LX                                                         | 6 de julio de 2009-31 de agosto de 2009           | Octavio Martínez Vargas         | Partido de la Revolución Democrática |
| LXI                                                        | 1 de septiembre de 2009-31 de agosto de 2012      | Noé Martín Vázquez Pérez        | Partido Revolucionario Institucional |
| LXII                                                       | 1 de septiembre de 2012-24 de junio de 2015       | José Luis Cruz Flores Gómez     | Partido Revolucionario Institucional |
| LXII                                                       | 24 de junio de 2015-31 de agosto de 2015          | Vacante                         | Partido Revolucionario Institucional |
| LXIII                                                      | 1 de septiembre de 2015-1 de marzo de 2018        | Nallely Gutiérrez Ramírez       | Partido Revolucionario Institucional |
| LXIII                                                      | 1 de marzo de 2018-2 de julio de 2018             | Patricia Elizabeth Ramírez Mata | Partido Revolucionario Institucional |
| LXIII                                                      | 2 de julio de 2018-31 de agosto de 2018           | Nallely Gutiérrez Ramírez       | Partido Revolucionario Institucional |
| LXIV                                                       | 1 de septiembre de 2018-31 de agosto de 2021      | Alma Delia Navarrete Rivera     | Movimiento Regeneración Nacional     |
| LXV                                                        | 1 de septiembre de 2021-31 de agosto de 2024      | Alma Delia Navarrete Rivera     | Movimiento Regeneración Nacional     |
| LXVI                                                       | 1 de septiembre de 2024-                          | Fernando Vilchis Contreras      | Partido del Trabajo (México)         |

## Resultados Electorales

### Elecciones de 2024
|  | 54.59 % |

|  | 27.01 % |

|  | 15.27 % |

|  | 0.15 % |

|  | 2.98 % |

|  | 100.0 % |

|  | 61.48 % |

### Elecciones de 2021
|  | 45.41 % |

|  | 25.36 % |

|  | 8.48 % |

|  | 6.65 % |

|  | 2.49 % |

|  | 2.44 % |

|  | 2.14 % |

|  | 1.44 % |

|  | 1.32 % |

|  | 0.89 % |

|  | 0.13 % |

|  | 3.25 % |

|  | 100.00 % |

|  | 46.09 % |

### Elecciones de 2018
|  | 56.18 % |

|  | 22.67 % |

|  | 18.64 % |

|  | 0.09 % |

|  | 2.42 % |

|  | 100.00 % |

|  | 64.03 % |